# Symphlebia underwoodi
Symphlebia underwoodi är en fjärilsart som beskrevs av Rothschild 1910. Symphlebia underwoodi ingår i släktet Symphlebia och familjen björnspinnare. Inga underarter finns listade i Catalogue of Life.